# Baten Kaitos Origins
Baten Kaitos Origins (バテン・カイトスII 始まりの翼と神々の嗣子, Baten Kaitosu II: Hajimari no Tsubasa to Kamigami no Shishi, lit. Baten Kaitos II: El Comienzo de las Alas y el Heredero de los Dioses) es un videojuego de estilo RPG revelado por Namco y Monolith Soft en el 2005 Tokyo Game Show. El nombre oficial fue revelado en el E3 el 10 de mayo de 2006. Es el segundo juego dentro de la serie de Baten Kaitos, siendo una protosecuela de Baten Kaitos: Las Alas Eternas y el Océano Perdido. A diferencia del primer juego (el cual fue publicado por Namco) la secuela fue publicada en todas las regiones por Nintendo. El juego salió al mercado el 23 de febrero de 2006 en Japón y el 25 de septiembre del mismo año en Norteamérica, no llegando a ver la luz en el mercado europeo.
Exclusivos las fechas de lanzamientos Japón y Norteamérica sus anterior no hay planes de lanzar el juego a partir de las fechas de lanzamiento todavía sin embargo de Europa y Australia.

## Personajes

### Personajes Manejables
- Espíritu Guardián. Una criatura (en realidad, el jugador) que observa a Sagi y su viaje. Sagi ocasionalmente se dirige al espíritu girándose hacia la pantalla y le pregunta sobre qué decisión tomar. Estas decisiones pueden afectar a qué magnus (cartas) surjan en batalla (por ejemplo: si haces una buena decisión con tu espíritu, las magnus curativas llegarán cuando ande escaso de salud).

- Sagi (サギ):

El protagonista de Baten Kaitos Origins, Sagi se unió al ejército imperial a los 15 años con la esperanza de ayudar a su madre Gena y a los niños del orfanato. A continuación, es reclutado por el Servicio de oscuro, un grupo paramilitar de élite, que es responsable sólo ante Baelheit. Ansioso por demostrar su valía se le dio una misión cuestionable para asesinar al Emperador Olgan. Si bien en esta misión termina en medio de una lucha de poder que conduzca a él descubrir quién es y qué destino le espera. Le dan la orden de llevar un pelotón aunque los soldados no confían en él y solo le acompaña Guillo. 
Al intentar asesinar al emperador sin embargo, en lugar de eso descubre que ya está muerto. Una trampa por la que los soldados les atacan y persiguen por órdenes de Baelheit. 
Con la ayuda de Geldoblame se escapan de la mansión. Durante sus viajes de un vínculo misterioso se revela entre el y los "afterlings" de Malpercio. Cuando los matan Sagi tiene a menudo dolor de cabeza durante el cual se transporta a otro tiempo y lugar, con un grupo diferente de personas. Aunque estas personas le conocen por el nombre de Marno, como si fuese un niño pequeño, Sagi no los conoce. 
Todos estos misterios se revelan como se desenreda la historia. En última instancia Sagi descubre que no es un "spiriter", sino que es parte de un proyecto de creación de seres humanos con fragmentos de Malpercio liderado por Baelheit. Él es un "Maledieter", un niño infundido con un fragmento de la parte / cuerpo del ya muerto dios Malpercio, lo cual le concede un poder increíble y una vez dominado lo hace aún más poderoso que un "spiriter" normal.
- Guillo (ギロ):

Al comienzo del juego esta extraña criatura se piensa que es un tipo primitivo de paramachina, de un robot de combate semiautónoma utilizados por el Imperio Alfard. Sin embargo, a diferencia de la paramachina sin sentido, Guillo es capaz de hablar y pensar por sí mismo. Su aspecto también difiere en gran medida de un paramachina normal. Guillo se refiere a menudo como un "puppeter". Dice las cosas sin pelos en la lengua, y muchas veces saca a Milliarde de sus casillas, insultándose, normalmente interfiere Sagi en los conflictos.
Guillo no tiene memoria alguna de su vida antes de ser descubierto por el joven Sagi y que lo desentierra. El cuerpo de Guillo parece estar hueco, ya que un niño en el orfanato de Gena una vez se escondió en su interior cuando jugaban al escondite. Guillo siempre habla con dos voces simultáneamente, una masculina y otra femenina. Parece que le gusta de hacer símiles sobre animales autóctonos del universo Baten Kaitos. Guillo también a menudo amenaza con comerse a la gente (en particular, Milly), aunque no está claro si realmente fuera capaz de hacerlo (o de comer cualquier cosa, ya que no parece tener boca). También parece disfrutar de los alimentos, aunque similar a la declaración anterior, la forma en que disfruta de la comida es desconocida. Cuando Guillo se alarma, normalmente sus sombreados ojos se iluminan súbitamente con un resplandor azul; cuando Guillo está herido o enfadado, brillan de color rojo. A pesar de que se refieren a Guillo con pronombres masculinos por parte de los fanes, Guillo se define en el material oficial como género neutro. Guillo también es considerado por algunos fanes como un ser transgénero. A pesar de que Guillo fuese hecho a mano como una marioneta sin sexo, que tiene las voces de un hombre y una mujer, también tiene una personalidad muy masculina, sin embargo, su placa de pecho tiene la forma de senos y sus pies parecen tener tacones altos. Además, tanto su forma de andar como la postura de victoria son más bien femeninas, sosteniendo tras cada combate una mano en sus caderas y la otra en la cara. También declara parte de un amor sin definir por el protagonista, Sagi, que es un chico, aunque dicho amor puede ser amor entre hermanos, entre amigos, o simplemente lealtad.
Al final del viaje, Guillo sacrifica su existencia para salvar a Sagi y Milly, sin embargo, su cabeza se recupera y se puede ver después de los créditos. Misteriosamente los ojos aún brillan de color rojo después de haber perdido su cuerpo, lo que sugiere su personalidad y la "vida" puede trascender a tener un cuerpo.
- Milly (Millyald, ミリィアルデ):

Ella es una chica de carácter fuerte, sorprendéntemente, salva a Sagi y Guillo durante su huida del imperio y de una primera confrontación con Giacomo. Aunque su nombre real es Milliarde, ella pide que la llamen simplemente Milly y afirma que les ayudó porque les vio en apuros. Al principio parece evidente que ella tiene motivos ocultos, ya que fue enviada por su padre para comprobar si Sagi era un "spiriter" o "maledieter". Sin embargo, ella se enamora de Sagi, confiesa que ha estado en contacto con Baelheit y, finalmente, se convierte en un miembro fiel del equipo. 
A pesar de ser enviada a la "Escuela Superior de Magia" en Anuenue y de criarse en una familia aristocrática aislada, Milly ha soñado muchas veces con ver mundo. A ella sólo le interesan algunas cosas específicas de la escuela y solía dormirse en las clases más importantes. Durante sus primeros años iba escoltada a la escuela, pero a menudo se bajaba en "Quietlands Nekkar" para recoger rocas y mirar la fuente que cambia de color. Ella es la hija de Baelheit y un producto de la fusión de las máquinas en los seres humanos, haciendo que ella sea más fuerte que un ser humano normal o un robot. Al final de su viaje es testigo de la muerte de su padre, sus propios orígenes y, finalmente, encuentra la felicidad al lado de Sagi, ya que se casan y viven en Mira con el duque Calbren. Es muy posible que Sagi y Milly son (el principal antagonista en Alas Eternas y el Océano Perdido) los padres biológicos de Lady Melodia. El hecho de que Melodia, aparentemente tiene una conexión inherente a Malpercio, así como su apariencia físca tanto a Sagi como a Milly (en particular, su color de pelo verdadero, un tono de azul similar a la de Sagi) apoyan aún más esta teoría.

### Enemigos
- Wiseman (ワイズマン):

El antagonista principal de Baten Kaitos Origins. Al parecer es un hombre o monstruo que proclama la "progmagnacion" que es donde la persona es convertida en "magnus" y puede vivir según el para siempre y ser más fuerte o incluso lograr tus deseos, de esa forma ha convertido pueblos completos en "magnus" sin importar si estuvieran de acuerdo o no.
Como Verus tomó el control de Tarazed, se prepara para un ataque en toda la escala en todas las naciones del mundo, planea masacre el pleno del Senado Alfard por negarse a elegir a él ya todas las personas que se oponían a él. Al bajar a las entrañas de la fortaleza, los programas de Verus toda la Machina y se prepara para ellos a invadir los continentes. Sagi, Milly y Guillo le siguen, cada uno alimentado por personal tragedias y traiciones que los ponen a través de, e involucrar a él en una lucha a muerte. Vero y su machina pronto son derrotados y, mientras Vero intenta llamar a la Machina para ayudarlo, se vuelven contra él y lo atacan brutalmente a una y otra vez hasta que cada fragmento de la vida abandona su cuerpo.
- Baelheit:Es el padre de Milliarde y uno de los candidatos para el puesto de emperador donde proclama el uso de "machina" y de las "machina arma" una creación más poderosa que cualquier "umbra" y que cada persona debe dejar atrás las alas del corazón porque al ser parte del pasado puede corrompernos y ocasionó la "Guerra de los Dioses" en el pasado. Además creó una ciudad completa a base de solo "machina" llamada "Tarazed".
- Geldoblame:Es el ayudante del Verus. En un giro final del Destino al final del juego queda como Emperador ya que es el único con el potencial para ese puesto.
- Verus:en el juego finge ser un "spiriter" como sagi, es el segundo candidato para el puesto del emperador este por su edad necesita la ayuda de sagi para hacer ciertas misiones como la de convencer a los líderes de las demás islas para oponerse en contra del uso de la "machina".
- Shanath:Es el ayudante de Baelheit.Es el encargado de hacer que los demás islas usen la "machina" sin importar si los gobernantes lo aprueben.
- Valara:Uno de los Generales de Baelheit, una mujer de cabello blanco que usa una "machina arma" llamada "Razer" es al encargada de que el uso de la "machina" se un éxito en la isla Anuenue.
- Heughes: Uno de los generales de Baelheit, hermano mayor de Nasca. un hombre con una cicatriz en la cara su "machina arma" lleva su nombre, encargado del uso de "machina" en Sadal Suud.
- Nasca: Uno de los Generales de Baelheit, hermano menor de Heughes, un joven de cabello morado claro su "machina arma" es la "marauder". Encargado del uso de la "machina" en daidem.
- Giacomo:Un joven encargado de cazar a Sagi.

### Personajes Recurrentes
- Tik y Watcho (テック y ワッテョ) son más jóvenes Sagi hermanos adoptados que buscan a porque el Agregado por Revitalizery creo que es valiente y noble. Son más a menudo que no siempre se mete en problemas juntos pero siempre luchando y hacer las paces.

Se mantienen y cuidan de Gena en ausencia de Sagi en Orfanato Gena en la isla de la ciudad natal Hassaleh Sagi.
- Anna (アナ)

Anna era la hija de los dueños de los bares en Nashira de Diadema. Allí ella era amiga de Gibari y Reblys. Incluso a una edad más joven que ella pensaba que el musculoso pero brutal Gibari fue un sueño hecho realidad. Esto, por supuesto, era conocido por todos, incluso Palolo II. Reblys sin embargo estaba enamorado de ella. Crecer pasó sus días trabajando en la taberna familiar y pasar el rato con los chicos. Con el tiempo se convirtió en el chico bastante tom y aventurero en su propio derecho. A la edad de diez años incluso se reunió Sagi, Milly y Guillo en sus aventuras.

### Otros Personajes
- Gibari
- Lake Monster
- Plant Monster
- Rambari
- Celsica
- Almarde
- Georg
- Gena
- Palolo II
- Bein
- Savyna
- Lolo
- Corellia
- Lyuvann
- Reblys
- Olgan
- Lord Rodolfo
- Duke Calbren
- Capitán del Dark Service
- Juwar
- Mallo
- Nolin
- Elder Kamroh
- Yulfee
- Krumly
- Kamroh
- Sfida Attendant
- Elle
- The Dark Brethren
- Malpercio
- Seph
- Thoran
- Pieda
- Ven
- Marno
- Quis

## Historia
Baten Kaitos Origins tiene lugar 20 años antes de los acontecimientos de la original Baten Kaitos. El personaje principal, Sagi, trabaja para el Imperio Alfard en una unidad de élite, el Servicio de oscuro, que depende directamente de un político poderoso, Señor Baelheit. A él se unen Guillo, que, aunque se asemeja a un Paramachina, o un títere mecánico, es realmente sensible y animado por arte de magia. Al comienzo del juego, la unidad se da una asignación dudosa de asesinar al Emperador Olgan, aunque la fuente última de la orden no está claro. Antes de que los dos tienen la oportunidad de ejercer efectivamente o reflexionar sobre la moralidad de este acto, Olgan es asesinado por un tercero. Culpado por el asesinato, Sagi y Guillo se ven obligados a huir. Durante su escape, se encuentran con una bestia gigante llamado Umbra, que Guillo ha sido misteriosamente programado a la derrota. Al tratar de salir de la ciudad, se encuentran con el tercer miembro del partido, una joven llamada Milly. Los tres tienen que trabajar para limpiar el nombre de Sagi al tratar de descubrir la naturaleza de la amenaza causada por las maniobras de varios políticos con ansias de poder en Alfard, ya que trabajan para el canciller Verus de Alfard.
El tema general es el de una lucha entre los pro-magnation (el poder del corazón, las alas del corazón, y la magia) y pro-maquinación (mecánico) fuerzas.
El principal enemigo de Baten Kaitos Origins finalmente resulta ser un Wiseman fue nombrado, un hechicero con el anhelo de convertir a cada ser en el mundo en pura Magnus. Como Sagi, Milly y Guillo ir y venir entre el presente y un "mundo de los sueños", que finalmente descubrir la razón por la cual el mal Malpercio Dios fue creado. Cerca del final del juego, se revela que el espíritu que el jugador juega realmente está conectado a ese mundo, y que Sagi no es un spiriter en absoluto, sino que es parte del proyecto de malideiter del Imperio. Esto se produjo como resultado de los experimentos que Baelheit Señor se ordenó llevar a cabo en nombre del emperador Olgan en un esfuerzo para crear spiriters artificiales, que rivaliza con el poder con los afterlings Malpercio. Aunque los experimentos fueron abandonados en última instancia, después de un accidente, los sujetos de prueba fueron puestos en libertad aún con trozos de Malpercio. Años más tarde, mientras que la detención de los terrenos maniáticos de los políticos, Sagi se entera de su verdadera naturaleza y debe tratar de alcanzar el equilibrio con el ser dentro de él o arriesgarse a una muerte segura.
Un poco más adelante en la historia, las verdaderas intenciones de Milly se revelan, así como su pasado, y la conexión a Baelheit. Cerca del final, Baelheit también revela que es la mitad de Milly-Machina, cuando ella era apenas un niño, un experimento fallido (en la línea de la que creó Sagi "espíritu") le rasgó por la mitad y mató a su madre. Con la ayuda de su propio espíritu guardián, Baelheit logró revivir con Milly Machina.
Tal vez uno de los mayores obstáculos encontrados durante la búsqueda es la vanguardia de la Maquinaria, que consta de tres oficiales Mintaken de alto rango, Valara, Heughes y Nasca (que es el hermano menor de Heughes '), que informan al Señor Balheit. Ellos tienen el poder de Armas Machina, las armas más poderosas en la guerra de la Maquinaria y frustrar los planes de Sagi y sus compañeros en varias ocasiones a lo largo de la aventura. Sin embargo, después de unirse a los poderes con la fuerza dentro de él, Sagi adquiere una fuerza inmensa. Con esta fuerza, que finalmente es capaz de derrotar a la vanguardia de la Maquinaria que se pro-maquinando cada uno de los continentes flotantes. A continuación, pone en marcha para derrotar a Baelheit una vez por todas. En el ínterin, sin embargo, Baelheit construcción acabados en una gran fortaleza volante construida completamente fuera de machina llama Tarazed. Él ordena que todo el mundo se mueven en la fortaleza, ya que tiene la intención de destruir a los continentes. Verus órdenes para detener Baelheit Sagi, y aunque Sagi hace, Vero revela que ha estado tirando de las cuerdas y con el grupo para sus propios fines. El grupo lo derrota, pero Wiseman, que había tenido Vero, ataca al grupo. Con la ayuda de los miembros de Malpercio, Sagi es capaz de derrotar a Wiseman, pero esto conduce a un colapso de Tarazed.
En un pánico loco, Sagi, Milly y Guillo huir, tratando de escapar, con el tiempo tener éxito, pero a través del sacrificio. El último vuelo se ve ayudada por los villanos derrotados, Nasca, Heughes y Valara, todos los cuales hacen su parte para ayudar al partido a salir (aunque esto depende de las decisiones anteriores del reproductor de salvarles la vida). Guillo también se sacrifica para salvar a Sagi, pero está fuertemente implicado que Sagi salvamentos Guillo la cabeza de su cuerpo.
Cuando Sagi y Milly volver a Alfard, los dos tienen un feliz reencuentro con todos sus amigos del pasado y los distintos gobernantes de los continentes. Por último, Sagi y Milly deciden fugarse y pasar a Mira. Sagi y el poder dentro de decidir que van a estar juntos para siempre, y dondequiera que la vida los lleva (aunque esto depende de la elección del jugador también). La última pantalla es una imagen de un bebé, y aunque muchas cosas apuntan a este bebé que es Kalas (ya que sólo una de las alas es visible), otros teorizan que este es su lugar Melodia, sobre todo porque Kalas fue un intento fallido en la creación de lo divino hijo de Georg. Además, el vestido de Milly y el estilo de pelo es similar a la de la forma de Melodia, y su color de pelo es el mismo que Sagi, dando a entender que Sagi y Milly son padres Melodia al final del juego cuando se van a vivir en Mira (casa Melodia de) .

## Juego
A diferencia de muchos juegos de rol, esta serie utiliza un mecanismo relativamente único basado en cartas para luchar (llamadas Magnus) a fin de resolver los combates. De hecho, durante casi todo el juego se almacenan Magnus. En lugar de equipar a los personajes con armas y armaduras, las Magnus son extraídas de la cubierta de una baraja durante las batallas y son equipadas sólo con carácter temporal. Por lo tanto, el tipo de ataque o el refuerzo de la defensa se utiliza mediante estas cartas temporales, y no como estadísticas relacionadas con los personajes. Debido a esto, muchas de las misiones del juego proporcionan nuevas Magnus como recompensa, pudiendo entonces incorporarlas en la cubiertas del mazo según sea necesario.
Una diferencia en comparación con el primer juego es el número de personajes jugables. Mientras que en el primer juego existen seis personajes jugables, en Baten Kaitos Orígenes únicamente son tres: Sagi, Guillo, y Milliarde (apodado Milly).
También hay una gran diferencia en el sistema de batalla de la forma en que funcionó en Baten Kaitos. En lugar de que cada personaje tenga su propia baraja de Magnus, todos los personajes utilizan Magnus de una sola baraja y el juego de un solo lado. Dado que la mayoría de armaduras, armas y ataques especiales son específicos de un determinado personaje, con frecuencia hay momentos en los que uno o dos de los personajes tiene sólo un número muy limitado de opciones. A causa de esta racionalización, el juego se centra principalmente en los cada vez más numerosos combos. Sin embargo, es posible mantener una separación de las cubiertas y luego pasar a la cubierta apropiada, según sea necesario entre los combates.
Al igual que antes, el juego utiliza un mecanismo "Quest Magnus" que permite almacenar varios temas clave en Magnus en blanco. Estos puntos se pueden utilizar en el momento oportuno o se pueden combinar usando un mezclador de Magnus. En muchos casos, el contenido de estas Magnus va cambiando con el tiempo, pudiendo tomar como ejemplo el agua prístina, que lentamente se convierte en agua potable, que luego se convierte en agua rancia.
En el juego también aparecen nuevos lugares, como SEDNA, una ciudad que parece que ha hecho de infantil esculturas de arcilla; y Hassaleh, un nuevo continente que no aparece en el primer juego. SEDNA se compone de diferentes piezas de Magnus que, como el jugador descubre y vuelve con las Magnus, aparecen espontáneamente. Como la ciudad crece, el jugador puede interactuar con los nuevos habitantes.

## Voces
- Crawford Wilson - Sagi
- Shanelle Workman - Milliarde
- Maura Gale - Guillo (female)
- TC Carson - Guillo (male)
- Roger L. Jackson - Verus
- Dwight Schultz - Geldoblame
- Fred Tatasciore - Baelheit
- Kirk Thornton - Shanath
- Tasia Valenza - Valara
- Crispin Freeman - Heughes
- Avrielle Corti - Nasca
- Robin Atkin Downes - Seph
- Dave Fouquette - Thoran
- Kim Mai Guest - Pieda
- Johnny Yong Bosch - Ven
- Neil Kaplan - Wiseman
- Andi Methany - Gena / Anna
- E.G. Daily - Wacho
- Sherry Lynn - Tik / Quis
- Richard Epcar - Captain of Dark Service
- Enn Reitel - Olgan

- Yuri Lowenthal - Giacomo
- Candi Milo - Almarde
- Peter Renaday - Lyuvann
- Kyle Hebert - Juwar
- Jane Hamilton - Mallo
- Paul St. Peter - Nollin
- Benjamin Bryan - Ladekahn
- Beng Spies - Gibari
- Aaron Fors - Palolo II
- Richard McGonagle - Rambari
- Janellen Steininger - Celsica
- Chris Edgerly - Rodolfo / Elder Kamroh
- Kym Hoy - Corellia
- Cat Taber - Lolo
- Melodee Spevack - Yulfee
- Liam O'Brien - Krumly
- Michael Glover - Kamroh
- Quinton Flynn - Sfida Attendant
- Steve Kramer - Dark Brother
- Jentle Phoenix - Elle